# فینال جام حذفی فوتبال انگلستان ۱۹۳۵
فینال جام حذفی فوتبال انگلستان ۱۹۳۵، رقابت پایانی جام حذفی فوتبال انگلستان در سال ۱۹۳۵ میلادی است که مابین دو تیم باشگاه فوتبال شفیلد ونزدی و باشگاه فوتبال وست برومویچ در ورزشگاه ومبلی لندن برگزار شده‌است.
این مسابقه که در تاریخ ۲۷ آوریل ۱۹۳۵ انجام شده‌است با نتیجه ۴ بر ۲ به سود تیم باشگاه فوتبال شفیلد ونزدی به پایان رسید.